# نيكولا كوراتش
نيكولا كوراتش مواليد 15 يناير 1986 في بييلو بوليي، جمهورية يوغوسلافيا الاشتراكية الاتحادية، هو لاعب كرة سلة مونتينيغري. بدأ مسيرته الاحترافية في سنة 2003. يبلغ طوله 6 قدم 1 بوصة (1.9 م). لعب مع نادي إيجوكيا لكرة السلة في الدوري الأدرياتيكي.

## روابط خارجية
- نيكولا كوراتش على موقع كرة السلة الأوروبية.كوم (الإنجليزية)
- نيكولا كوراتش على موقع ريلجم (الإنجليزية)
- نيكولا كوراتش على موقع بروبوليرز (الإنجليزية)